# Włodzimierz Truskolaski
Włodzimierz Truskolaski herbu Ślepowron (ur. 22 marca 1858 w Płonnej, zm. 11 lutego 1906 w Krakowie) – poseł do Sejmu Krajowego Galicji VIII kadencji, marszałek Rady powiatu sanockiego, właściciel ziemski.

## Życiorys
Urodził się w 1858 w Płonnej jako syn Leonarda i Rozalii z domu Siarczyńskiej oraz bratanek Marii Leszczyńskiej. Uczył się w domu, a następnie we Lwowie, gdzie ukończył szkołę realną uzyskując maturę. Następnie wspomagał ojca w zarządzaniu majątkiem w Płonnej, a także innymi: Szczawne, Mokre, Kulaszne, Osławica. Zajmował się także hodowlą koni. W 1905 Helena i Włodzimierz Truskolascy posiadali we wsi obszar 449,6 ha.
Od 1884 był członkiem Rady c. k. powiatu sanockiego, wybierany z grupy większych posiadłości, był członkiem wydziału, po kolejnych wyborach z grudnia 1896 i śmierci Feliksa Gniewosza w połowie 1897 został wybrany prezesem wzgl. marszałkiem wydziału powiatowego (wybór zatwierdziły władze z Wiednia we wrześniu 1897) i pozostał nim w kadencji do 1903, ponownie wybrany w 1903 z grupy gmin miejskich, nadal pełnił funkcję prezesa wydziału powiatowej do końca życia (1906). Zasiadał w C. K. Radzie Szkolnej Okręgowej jako delegat rady powiatowej od około 1889 do około 1896. Był detaksatorem wydziału okręgowego w Sanoku Galicyjskiego Towarzystwa Kredytowego Ziemskiego z siedzibą we Lwowie. Był członkiem oddziału sanocko-lisko-krośnieńskiego C. K. Towarzystwa Gospodarskiego we Lwowie. 22 stycznia 1904 został wybrany delegatem oddziału Towarzystwa Gospodarskiego Ziemi Sanockiej na radę ogólną we Lwowie. Został posłem do Sejmu Krajowego Galicji VIII kadencji, wybrany w 1901 w IV kurii, w okręgu Sanok. Był wiceprezesem rady nadzorczej Powiatowego Towarzystwa Zaliczkowego w Sanoku, a następnie pełnił stanowisko dyrektora (prezesa) PTZ do śmierci (jego miejsce zajął dr Jacek Jabłoński).
Jego żoną była Helena Bal z Hoczwi (ur. 1856). Mieli córkę Annę (ur. 1888) i syna Stanisława (1897-1898).
Włodzimierz Truskolaski zmarł w 11 lutego 1906 w Krakowie. Został pochowany w Płonnej, najprawdopodobniej w miejscowej cerkwi Pokrowy Najświętszej Maryi Panny pod ołtarzem. Wśród zamiejscowych gości przybyłych na jego pogrzeb do Płonnej, kilku uległo zaczadzeniu podczas noclegu tamże 17 lutego 1906, z czego dwóch zmarło, w tym jego kuzyn, Stanisław Leszczyński (syn Emila i Marii Leszczyńskich ) oraz Stefan Janowski (syn Zygmunta i mąż Aleksandry).